# 何建中 (1958年)
何建中（1958年11月—），湖北仙桃人，中华人民共和国政治人物。

## 生平
2001年11月，任交通部海事局党委书记兼副局长。2005年4月，任辽宁省大连市副市长。2007年2月，任交通部体改法规司司长。2009年3月，任交通运输部政策法规司司长。2013年4月，任交通运输部副部长。2018年1月，当选第十三届全国政协委员。